# サイレントスコープ

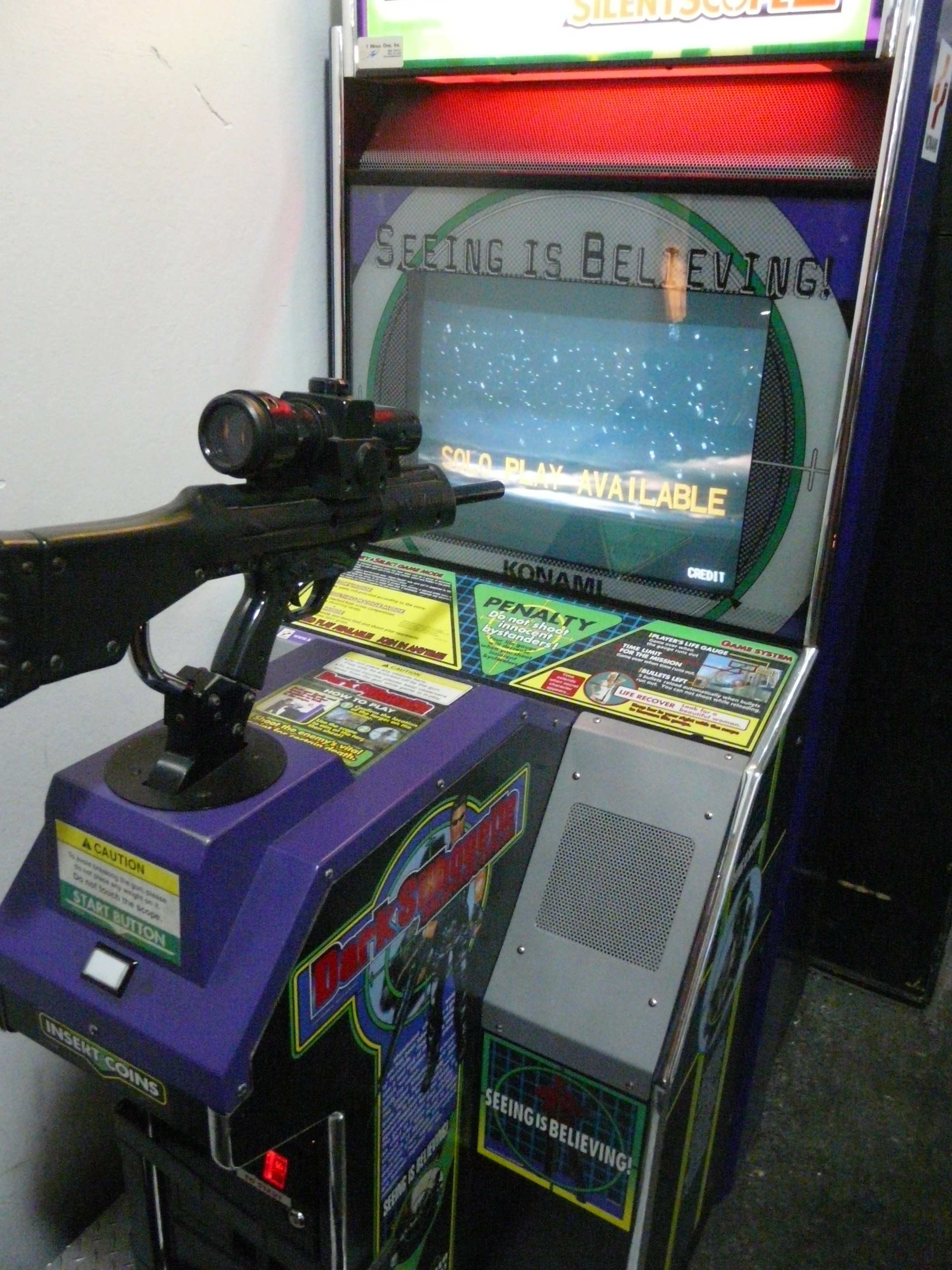
サイレントスコープ2筐体

サイレントスコープ (Silent Scope)は、コナミからリリースされたアーケード用ガンシューティングゲームである。

1999年に発売。また、2000年に『Innocent Sweeper-Silent Scope 2-』が、2001年に外伝作品の『狙撃/』、2002年に携帯版と、家庭用として『Silent Scope 3』が発売された。

海外では2004年に全ての作品を収録した『Silent Scope Complete』がXboxで発売されているが、日本国内では未発売。同じく日本未発売の狙撃銃型ガンコントローラー「Silent Scope Light Rifle」に対応。

プレイヤーは実際にスコープを覗きながら狙撃を行い、ステージの要所にいる美女を覗くとライフが回復するという変わった要素が特徴。

2014年にはリブート作品となる『SILENT SCOPE BONE-EATER』が発表され、同年7月30日から稼動開始していた。

## 概要
テロリストを制限時間内に狙撃していくというシンプルなルール。敵の攻撃を受けたり、一般市民を誤射するとライフが減る。制限時間は敵を倒すことでわずかに追加される。ライフを全て失うか、残り時間が無くなるとゲームオーバーである。
ヘッドショット（頭を狙うこと）する事で、基本的に得点が倍になり、残り時間も通常よりも多めに追加される（特に制限時間の厳しい1作目と2作目では重要な要素である）。
ボスキャラクターもヘッドショットを狙えば一発で倒す事ができる。ただし、作品によってはヘルメットや鉄仮面で頭をガードしているボスも存在する。
『狙撃/SOGEKI』、『Silent Scope 3』では、1秒ごとに『コンディション』（ライフゲージ）が1%減少していくシステムが付加された（従来通り敵を撃つ事で回復、『Silent Scope 3』では『コンディション』は1秒ごとに減少しない）。
『SILENT SCOPE BONE-EATER』のストーリーモードでは3つの難易度が選択可能。ゲームオーバー条件もライフを全て失う他に、「エキスパート」以上で所持弾数が尽きた際にもゲームオーバーとなるよう変更された。
所持弾数無限の「ノーマル」、敵の数が増加、基本難易度が上昇しているが取得できるスコアはノーマルより130%多い「エキスパート」、ライフ上限が1固定で取得できるスコアはノーマルより200%多い「ボーンイーター」が選択可能。
そのうち最高難易度の「ボーンイーター」はプレイに一定条件が必要で、通常では選択不可能。

家庭用オリジナル作品である『Silent Scope 3』では初回プレイ時はステージ2〜7までステージセレクトが可能で、7ステージ全てをクリアすると、最終ステージが選択可能になる。
なお、この作品のみゲームオーバーになってもコンティニューはできず、ステージセレクトからやり直しになる（進行状況はセーブされる）。
『Silent Scope』にはルート分岐及びステージ分岐が、『狙撃/SOGEKI』にはステージ分岐が、『SILENT SCOPE BONE-EATER』にはルート分岐がそれぞれ存在する。

## 主要登場人物
- PLAYER （FALCON） -元英国対テロ対策組織特殊工作員

『Silent Scope』、『Silent Scope 3』の主人公。『Innocent Sweeper-Silent Scope 2-』では、プレイヤー2側の主人公として登場。
数々の戦歴を誇ってきたが数年前、突如部隊を引退、その理由は明らかにされていない。
現在はアメリカのシカゴに在住。フリーのスナイパーとして影の舞台で活躍している。
性格はいたって無口。持ち前の沈着冷静さで数々の困難なミッションをこなしてきた半ば生きる伝説と化したスナイパー。
孤独をこよなく愛し、いまだ独身。相棒はオリジナルのスナイパーカスタムライフル（H&K PSG1）。コードネームはファルコン（Silent Scope2以降で発覚）。
『Silent Scope 2』では、古巣の対テロ特殊部隊に復帰しており、拉致されている人質女性（ローラ）の元恋人であった事が判明。プレイヤーがファルコンを選んだ時は敵との交戦距離が遠くなり、難易度が高くなっている。
『狙撃/SOGEKI』では、大統領狙撃の容疑者（場合によっては実行犯）として間接的に登場している。
『Silent Scope 3』では対テロ特殊部隊を退役し、フリーランスのスナイパーとして活動。彼の冷静な性格と超一流の腕を求める依頼が途絶える事はない。
- プレイヤーに指令を与える謎の人物。
ゲーム中、プレイヤーが敵に攻撃されそうになったり、一般人を誤射したりすると通信で注意を促したり、ステージによっては敵を捕捉しプレイヤーに位置を教えてくれたりする。
『Silent Scope 2』にも同様の人物が第1ステージ冒頭及び第2ステージ冒頭に登場するが、全くの別人である。
その為、ゲーム中に通信を入れて来る人物は『Silent Scope 2』ではもう片方のプレイヤーに、『狙撃/SOGEKI』ではPARTNER、『Silent Scope 3』ではロバート大佐に変更されている。

- COBRA－フリーの殺し屋

過去に受けた依頼をファルコンに阻止され、その際に右腕を打ち抜かれる。
復讐に燃えるコブラは右腕に改造手術を施し、執拗にファルコンをつけ狙うが、ことごとく失敗に終わっている。
その殺しの手口の冷酷さと不屈の精神力、肉体からついたコードネームがアイアンマン（鉄人）。
ファルコンに復讐を果たすためだけにテロ組織に荷担した目的の為なら手段を選ばない男。 
『Silent Scope』では、大統領遊説先のシカゴで大統領令嬢を誘拐するも、スタジアムにて発見され、アメフト選手に邪魔されつつも逃走。
（この時プレイヤーの判断によって彼と戦うかどうかが決まる）
同州内のハイウェイにて、黒のコンバーチブルに乗って逃走中の所を発見され、手榴弾で応戦するも倒される。
が、偶然来たトレーラー （このトレーラーは『狙撃/SOGEKI』や『ザ・警察官』にも登場） を乗っ取り、ファルコンを轢死させようとするがこれも失敗。
（トレーラーは横転炎上し、自身も全身に大火傷を負う）
『Silent Scope2』にて奇跡的に復活を遂げ、イギリス内にてファルコンの情報を入手、輸送機内に潜伏し、ハイジャックする。
ドーピングによって筋力を増強し、手榴弾、機体の部品、人質を投げつける（自分の手下を投げつけてくることもある）も、ファルコンたちに返り討ちに会う。
『Silent Scope3』にて更に改造手術を施し、サイボーグ同然となる。ガトリングとバズーカで半ば呆れているファルコンを襲うもやはり返り討ちにあう。
全シリーズ通して機械化された右腕と蛇柄のズボンが特徴。なお、2作目以降はスキンヘッドで上半身裸の怪人のような風貌になっており（作中ではジャッカルに化け物呼ばわりされている）、1作目に登場した時の面影は殆ど無くなっている。
本編作品全てに登場し、主人公達にあっけなく倒される等、タイムクライシスにおけるワイルド・ドッグと同様の名物的悪役である。

## Silent Scope
2000年にはPlayStation 2、ドリームキャストに、2002年にはゲームボーイアドバンスに、2009年にはiPhone / iPod touchに移植された。

### STORY
武装テロリスト集団による大統領とその家族の誘拐事件発生！直後、最高指導者の釈放を求める犯行グループからの声明が発せられる。釈放したら組織の巨大化は目に見えているが、このままでは大統領一家が殺される。
政府は秘密裏に速やかな制圧行動を実行する為、超一流の腕と行動力を持つプロフェッショナルスナイパーである君に大統領とその家族の保護及び犯行組織の壊滅を依頼した。（公式サイトより）

### CHARACTER
- WOLF-A国対テロ組織特殊工作隊員

ゲームボーイアドバンス版追加ストーリーの主人公。A国の対テロ組織特殊工作部隊狙撃班の一員。
組織に属してはいるが、単独作戦に参加することが多いことから、コードネームは「ウルフ」。
彼の行動は部隊内でも極秘とされている。スナイパー特有の孤独感を常に身にまとい、淡々と作戦を遂行して行く。
その腕前は単独作戦を任せられるところからもうかがえる。

### TERRORIST
- SCORPION－元ボディービル全米チャンピオン
  - 武装:4連装ロケットランチャー

ベンチプレス350kgを軽々上げる彼だったが、左脚太股の筋肉を断裂する大怪我をし、ボディビルの道を断念。
夢を断たれ荒れているところをテロ組織に誘われ仲間に加わる。その後その怪力と頭脳を高く評価され組織の幹部にのし上がる。
その圧倒的肉体からついたコードネームがザ・ブッチャー（屠殺者）。ちなみに戦闘機に乗っているのは彼の弟（名前は不明）である。
大統領夫人を誘拐。金髪で、赤い防弾チョッキと同様のズボンを着用。兄弟揃って登場する事は無い。
GBA版追加ストーリーでは彼の色違いが第1ステージに登場し、ウルフに攻撃を行って来る。
- HORNET-闇社会で生きる雇われスナイパー
  - 武装:狙撃用ライフル

巧みに物陰に隠れ正確無比な一撃を放つ彼のヒットスタイルは蜂の一刺しに例えられ、まさに彼の名にふさわしい。
金さえ積めばどんな汚い仕事でも引き受ける。自らを狙撃の神と豪語し、裏の世界でのNo.1スナイパーの称号を得る為に以前から決着をつけたがっていた。
口癖は「俺がNo.1だ」。だが、実際のところはNo.1ナルシストらしい。 
蛇皮模様のダブルスーツを着用。大統領夫人を誘拐。ステージ分岐によっては登場しない。
GBA版追加ストーリーでは「アナコンダ」という彼の色違いが第1ステージに登場し、人質を盾に攻撃を行ってくる。
名前の由来は本作に使用されているシステム基板、コナミ・ホーネットシステムから。
- TOM&JERRY －エリート暗殺者の遺伝子移植を受けて生まれた実験体1号、2号
  - 武装:ボウガン（ジェリー）、ナイフ（トム）

ナイトビジョンを着けている1号がトム、ガスマスクをしている2号がジェリーである。
生まれた時から暗殺者となるべくして組織に育てられたキラーマシーン。
夜間戦闘に特化した身体を作るために大量に投与された薬物によりジェリーは一切の感情を失う。
以後、共に育ってきたトムの言葉にしか耳を貸さなくなる。
かろうじて理性の淵にいるトムは人間らしい人生を手に入れる為ジェリーと共に組織からの脱走を試み失敗に終わるが、
まだ自由への夢はあきらめていない。
  迷彩服に黒い防弾チョッキを着用。テロ組織のアジトの警備をしている。
名前の由来は有名なアニメ、トムとジェリーから。
- MONICA-BIG BOSSの秘書で拷問のスペシャリスト
  - 武装:防弾鎧、サブマシンガン、手甲爪

彼女の美貌と拷問テクニックの前にはいかなる男も従わずにはいられない。
BIG BOSSも例外では無く、実は今回の事件で大統領を誘拐したのは、彼女がただ単に大統領を拷問したかっただけとの説もある(?)。
その証拠に、プレイヤーがモニカの所に辿り着くと"I'll never let go of my sweet President!"(私の可愛い大統領は渡さないわ!)と発言している。
彼女が身にまとう鎧は組織の研究員達が持てる全ての技術力をそそぎ込みあらゆる角度からでも弾丸を跳ね返す様に開発された鎧であるが、
軽量化を最優先した為、耐久力に少し問題を残す。燃える躰をその鎧に包み、今夜も彼女は獲物を求めて妖艶な笑みを浮かべる。
第1段階の時、2〜3回攻撃した後“I'm here, honey!”（ここよ、坊や!）と挑発してくる。
最初は素早い動きで鉤爪を用いた接近攻撃をしてくるが、ヘルメットが破壊されるか、体力が4/10になる、又は8回接近しての引っ掻き攻撃を行うと、攻撃方が変化、
クレーンに吊り下げられた海上コンテナや大統領を盾にサブマシンガンで攻撃してくる。
GBA版では前述の接近攻撃は削除され、トムと同様のナイフ投げで攻撃を行ってくる。
- BIG BOSS-テロ組織のボス

白スーツに帽子を着用。クルーザーに乗り、自らの屋敷に仕掛けてある爆弾のリモコンを片手に演説する。（この時に限り字幕が出ない）
最後の1発で彼の頭を狙撃することができれば、テロ組織は壊滅することになるが…。 
頭に命中すると帽子が吹き飛び、クルーザーは暴走した後岩場に激突・炎上する。
GBA版追加ストーリーでは、「ブラッドラット」という彼の色違いが登場し、電車内にて爆弾を手に立てこもる。
- その他敵テロリスト

一般のテロリストは黒い戦闘服（ヘルメット装備も存在）、スーツを着用しサングラスをしている、迷彩柄ズボンに黄土色のシャツ着用のスキンヘッドの3タイプが存在する。
基本的にH&K MP5Kサブマシンガンで武装しているが、一部のテロリストはスナイパーライフルやハンドガン、手榴弾で武装している。
またボスではないが、幹部クラスのテロリストも存在する。それぞれ固有の外見、名前が設定されているが、名前はゲーム中では登場しない。
迷彩のズボンに赤シャツ着用の「スパイク」、防弾アーマーを着用した「バースト」、黒のズボンに青シャツ着用の「ジャン」、スーツ着用の「アイス」、グレーのスーツを着用したスキンヘッド「カーン」の5名が存在する。
彼らは基本的にサブマシンガンやハンドガンで武装しているが、一部はショットガンで武装している。
タイプごとに基本得点が違い、「カーン」を除く幹部クラスのテロリストは一般のテロリストに比べ基本得点が4倍高く、「カーン」は一般のテロリストに比べ基本得点が8倍高くなっている。
GBA版追加ストーリーでは「アナコンダ」「シャーク」「ブラッドラット」という殺し屋が登場する。

## Innocent Sweeper -Silent Scope 2-
2001年にPlayStation 2に移植されている。

### STORY
テロ組織がVXガスミサイルの試作機強奪のため、閉鎖された化学兵器研究所を占拠した。
そのテロリスト組織の行動を追っていた英国政府は、対テロ特殊部隊を向かわせたが、部隊は任務遂行中に消息を絶ってしまう。
最悪の事態を想定し、政府は消息を絶った部隊の捜索と応援、状況によっては抹殺の為、FALCONを急遽第2次攻撃部隊として派遣することを決定。2人のスナイパーを任務に就かせた。その存在に気づき、テロ組織はLAURAを誘拐する…。

### CHARACTER
- JACKAL

プレイヤー1側の主人公。
攻撃的な性格により危険な単独行動に走った為、部隊を生命の危機にさらした事、及びその過剰攻撃がもとで、
危険人物の判決を受け現在は囚人として拘束されている元特殊工作員。
拉致されている人質女性（ローラ）の実兄。組織の抹殺と情報とを引き換えに自由を得る為、
一時釈放され協力するが、妹の救出の為なら手段を選ばない。向こう見ずな行動をとり、狙撃援護の役割を忘れ突撃行動に陥りがち。
ジャッカルというのはコードネームであり、本名は不明。スペイン系イギリス人。
また、続編となる『狙撃/SOGEKI』では、もう一人のプレイヤーであるファルコン同様大統領狙撃の容疑者として密かに登場しており、その時に27歳であることが判明する。
突撃行動をよく取る為に、プレイヤーがジャッカルを選んだ時は敵との交戦距離が近く、若干難易度が低くなっている。
『Silent Scope3』では、運河ステージで運河沿いをオートバイで走っている。この時後部座席にライフアップガールを乗せている。
- LAURA

ジャッカル（プレイヤー1）の妹で、ファルコン（プレイヤー2）の元恋人。
消息を絶った部隊の作戦にミサイル解体のエンジニアと共に化学兵器の研究者として参加。
しかし、味方のはずの部隊は敵のスパイで、作戦中に寝返り、エンジニア達と共に人質として捕らわれてしまう。

### TERRORIST
- TANYA－FOXの恋人で、元新体操選手
  - 武装:火炎放射器

その火炎攻撃で燃える思いを表現する情熱家。
プレイヤー達に追いつめられ絶体絶命のフォックスを紅蓮の炎で守る愛の戦士。
素早い身のこなしは元新体操選手のなせる業。
フォックスとは共に世界を目指した仲でもある。
組織へはフォックスの後を追って入隊した。テロ組織内の紅一点。オスロにある科学基地内にて、戦うことになる。
名前からしてスラヴ系と思われるが、本当の国籍は不明。
レザースーツを着用。 
- FOX－元ノルディックスキージャンプ競技代表
  - 武装:サブマシンガン

世界大会前日の練習中に転倒。胸部を強く打つ大怪我を負った。
選手生命は絶たれ、絶望の淵にいた彼を組織は雪原部隊にスカウト。
現在は雪原部隊の隊長を務める。
ターニャとの熱愛ぶりは部隊でも有名。
寒い冬の空を情熱の炎で焦がしている。オスロにある科学基地周辺の雪原にて戦う。
ジャンプ競技用の特殊素材スーツに、プロテクターを着用。
- COLLECTER－無類の武器マニア
  - 武装:戦車、サブマシンガン、2丁ハンドガン、ショットガン、ガトリング、ロケットランチャー

武器をいじりたい為だけにテロ組織に入隊。
念願の武器庫主任に任命され至福の時を過ごしている。
全身を覆う漆黒の鎧は、最先端の科学技術力により弾丸の衝撃を最小限に防ぎ、プレイヤー達の前に鉄壁の要塞として立ちはだかる。
濃い見た目の割には声が高い。映画の見すぎなのか派手な登場を好む。古城の武器庫にて、ミサイルの位置のヒントを教える。
戦闘服の上に防弾鎧を着用しており、頭もヘルメット（正確には鉄仮面）で守っている為、ヘッドショットを狙っても4発撃ち込まないと倒せない。
最初は戦車で攻撃するのだが、この時は主砲を撃てば一撃で炎上させられる。戦車破壊後は広大な武器庫内を素早く移動しつつ、周辺にある様々な銃器を拾って攻撃してくる。倒すと、何故か爆死するという派手な最期を迎える。
- THE STAR -オペラ界のスーパースター
  - 2丁拳銃（デザートイーグル）、テノール(?)

BIGBOSSは各界に広い人脈を持つ彼に目を付けスカウト。
そのテノールを武器に出世した彼。 一部では影の支配者との噂も流れている。
ミサイルが設置されているオペラ座にてセットを利用し、巧みに隠れつつ戦う。
赤いスーツを着用。出現するとスポットライトが向けられる。
- SHO&KANE－遺伝子工学が生んだバイオ忍者
  - 武装:刀、薙刀、忍術

最新の遺伝子工学によって、運動能力を極限まで高められたスーパーヒューマン。
一説によると、あの前作SILENTSCOPEに登場したトム&ジェリーの完成形とも言われている。
その身体能力は全ての公式世界記録を塗り替える程である。
ちなみに名前の由来はショー・コスギ、ケイン・コスギらしい。但し、日系アメリカ人か否かは不明。
SHOは刀を二刀流で操り、KANEは薙刀を使う。ズボンの上に鎖帷子を着用。
プロの暗殺者らしく、ファルコンは彼等のことを知っていた模様。

- BIGBOSS－悪のカリスマ
  - 武装:武闘派なのでなし。

今回の一連のテロ事件の黒幕。
驚異的な身体能力を誇る人材で部隊を組織し、世界各地で猛威を奮っている。
自分の力を誇示する為に大量虐殺兵器であるVXガスミサイル試作機強奪を計画。
前作SILENTSCOPEで登場したBIGBOSSとは下積み時代、同じテロ組織にいた旧友。
部隊きっての武闘派であり舞踏派。 
黒幕という割には最初のステージから登場し、敵の中では一番多くセリフがあったため、自己顕示欲旺盛らしい。
青いコートを着用。ローラを手錠につないだままビッグベンで踊る。撃たれるとローラを巻き添えに落下しようとするが、ローラが踏み止まる。
プレイヤーは1発で、ローラとBIGBOSSを繋ぐ手錠の鎖を撃ち抜かなくてはならない。
- その他テロリスト

グレーの戦闘服に目だし帽着用、緑の戦闘服に目だし帽着用、雪原迷彩の戦闘服にヘルメットと目だし帽着用、青の戦闘服にキャップ着用、森林迷彩の戦闘服にヘルメットと覆面着用の5タイプが存在する。
基本的にUZIサブマシンガンで武装しているが、一部のテロリストはH&K PSG-1ライフルやハンドガンで武装している。
基本的に前作と同様だが、使用するサブマシンガンがUZIに変更された他、倒した際の断末魔も変更されている他にもタイプごとの基本得点の違いが存在しない。ゲーム後半では新たに防弾シールドを装備した者も登場する。

## 狙撃/SOGEKI
2002年に『Silent Scope 3』の収録作品として移植された。海外版のタイトルは『Silent Scope EX』。
シリーズ外伝作品であるが、元々は本編作品である『Silent Scope 3』として開発されており、日本でのゲームショー出展時には前述のタイトルで出展されていた。
非常に演出面にこだわった作品で、セレクトシーンはプロジェクター投影、セルフシャドウを
行うなど、開発者のこだわりが見える。（このシーンはPS2には完全移植されていない）

### CHARACTER
- PLAYER

対テロ特殊部隊「VIPER」狙撃班1の名手、作戦中でのコールはFANG1。本名は当然ながら極秘事項であり明かすことはできない。
狙撃手として監視、状況報告、犯人排除の任務につき、パートナーの観測手とともに幾多の困難な事件を解決に導く。
ひとたび発砲許可が下れば彼の視界内の標的は必ず沈黙するという。その事実と本人の寡黙さともあわせミスターサイレントスコープと呼ばれる。 
- PARTNER

対テロ特殊部隊「VIPER」狙撃班の観測手。動態視力、空間認識能力の高さは部隊でも随一。アサルトライフル、ハンドガン等で武装している。
通信、索敵、援護など、狙撃手が狙撃に専念できる様サポートしている。プレイヤー共々独身であり、プライベートでもパートナーとなりたいらしい?
実は遠距離射撃の腕も一流であり、こと射撃場ではプレイヤーに匹敵する。 
- CAP

対テロ特殊部隊「VIPER」指揮官。歴戦の勇士であり彼なくしては部隊の設立もなかったであろうといわれる。
数々の軍系、警察系の特殊部隊が彼の指導をあおいでいる。つね日頃から怒鳴っていることの多い彼でも奥さんには頭があがらないらしい。

### TERRORIST
今回のテロリストは武装内容や幹部の名前から旧ソ連系だと思われる。
- BIG-A
  - 武装:対戦車ヘリ

ナイフ1本のゲリラ戦から爆撃機操縦まで、あらゆる戦闘技術をみにつけているらしい。
今回の遭遇時には複座式の戦闘ヘリ（Mi-24）を一人で自由自在に操り、空いた座席に「くまちゃん」という名のついた熊のぬいぐるみを置いている。
彼は幼い頃酒浸りの父からの虐待のトラウマで、唯一このくまちゃんにしか心を開けなくなってしまった。
年齢を重ねてもトラウマは解消できず、くまちゃんといつも行動を共にし、くまちゃんに命ぜられるまま（彼の歪んだ本能の声）殺戮を繰り返していた。
くまちゃんを失う事は彼の死をも意味する。
通り名のAはアーツ（戦闘技術）およびアームズ（武装）からだというが、結局アフロと呼ばれている。
ゲーム中でもくまちゃんは弱点となっておりヘッドショットすれば1発で倒す事も可能。その際には専用演出が発生する。
- IVANKOV
  - 武装:300mm列車砲

旧体制下の闇の暗殺組織に属していた彼は国家の崩壊と共にその存在をも否定された。
一時プロレスラーを目指したが歯止めがきかない凶暴性と暗殺者の本能で試合の度にリングには屍が重なっていった。
追放、投獄、封印された彼はいつしか自らの肉体こそすべてと筋肉崇拝の思想・ナルシズムに没頭していった。
組織の刑務所襲撃により鎖をとかれた彼は筋肉を増強するあまり意識は常にトランス状態である。
また組織内では名前をI WANK OFF.といわれると逆上し暴れる為、禁句となっている。
- PHANTOM
  - 武装:最新鋭ステルス戦車

ステルス装備を使用し死のかくれんぼを強要する。衝動のおもむくままに破壊活動を行うのが彼のやり方。
極度な潔癖症で常に酸素マスクを付けていて、戦闘時以外は自分の殻に閉じこもりじっとしているらしい。
搭乗するのは米軍の光学迷彩技術開発者を誘拐・拉致する事により生まれた4足歩行型戦車試作機。
この試作機では迷彩が不充分で配備できる環境は制限される。
システム及び装甲が不完全で時折姿を現すが、装備は30mmガトリングと開発中のレーザー砲で充分な破壊力は持っている。
これが完成、核ミサイルを装備すると数機で1国家を制圧する威力を持つ。
- PRINCE OF ROSE

自らを薔薇王子を称する天才数学者の彼は全ての破壊こそ美であると考える偏執狂である。
一連のテロ事件は彼の計画で、緻密な計算による組織操作で政府・軍を混乱に陥れる。
ベートーヴェンと血のしたたるような真紅の薔薇を愛し、世界の破壊と新世界の創造を妄想する彼は全人類がひれ伏す情景を思い浮かべながらピアノを奏でる事で悦楽に溺れる。
ミサイルの起動コードにも、交響曲第5番第一楽章を入れているほどである。
プレイヤーは1発で、ピアノを演奏している彼の頭を撃ち抜かなくてはならない。
- 大統領狙撃容疑者

Natalie(24)、Edward(72)、男性Mario(36)、Cristie(47)、ファルコンとジャッカルの6人。武器を取り出した人物が実行犯である。
服の色で見分けると良い。（黄緑・白・黄・ピンク・青・赤）立ち位置は毎回ランダム。この中から3人がランダムに選ばれる（最初に2人を撃退。少し間をおいて3人目が発覚）。
- その他テロリスト

一般のテロリストは茶色の戦闘服に黄土色ズボン、茶色の戦闘服に緑ズボン、茶色の戦闘服、白色の潜水服、ゼブラ柄戦闘服の5タイプが存在する。いずれも目だし帽を着用しており、素顔のテロリストは登場しない。
タイプごとの基本得点の違いは存在しないが、ステージボスとして幹部クラスのテロリスト（ゲーム中ではGang Boss表記）が登場する。
それらは青ジーンズとグレーシャツにマガジンポーチ、覆面を着用とゼブラ柄ズボンと裸の上半身に防弾チョッキ、目だし帽着用とホッケーマスク着用の3タイプが存在する。
基本的にUZIサブマシンガンで武装しているが、一部のテロリストはH&K PSG-1ライフルやハンドガン、ロケットランチャーで武装している。本作のみジャイロコプターに搭乗して攻撃を行う者が登場する。

## Silent Scope 3
2002年にPlayStation 2で発売。旧シリーズ最後の作品。

### STORY
生物兵器も開発可能なテロリストによって、クローン研究の第一人者であるスコット博士が誘拐された。
極秘研究であり、軍部は大規模な行動を断念せざるを得なかった。
博士の知識が悪用されることを恐れた政府は、博士奪還作戦を計画する。その作戦は極めて難しい計画だった。そこで、部隊を指揮していたロバート大佐はある一人の男にすべてを託した…。

### CHARACTER
- ROBERT-アメリカ海兵隊大佐

自らが集めた精鋭特殊部隊の武力に物を言わせ、強引な戦略で指揮を取る姿は軍内部からも恐れられている。
その為か表立った場所での活躍は無く、彼の戦歴は謎に包まれている。
今回ファルコンにテロリストに誘拐されたスコット博士の救出及び各地に点在するテロリストの拠点を全て制圧する様に命じるが・・・

### TERRORIST
- MOSQUITO-メカオタク
  - 武装:UZIサブマシンガン

メカ開発を担当。メカを装備していないと平静を保てない。
それゆえ日常では非常識な人間として嫌われている。研究施設にて研究員たちを人質に取る。
- SMITH-組織専属パイロット
  - 武装:フロート付プロペラ単翼機

組織の航空関係を管理しており運河にて、港で押収した兵器を強奪。
寡黙な性格であり、ほとんど口を利かない。
余談だが、登場時の台詞“Go to hell”は初代のボスの一人である、Scorpionの弟のそれと同一である。彼のみHPが15有る。
- BULL-山男
  - 武装:怪力

組織に騙されてファルコン抹殺に加担。ダムの上から車やミサイルなど様々なものを投げつける。

普段は温厚で、やさしい。爆発物入りの木箱とミサイルは撃って破壊出来る。車は撃っても破壊出来ないが､投げる前にBULL本体を撃てば見当違いの所へ落下するのでダメージを喰らわずに済む。
- SHAKER-一流バーテンダー
  - 武装:殺人ルーレット、UZIサブマシンガン

闇カジノを管理、運営し、テロリストの資金源にしている。
一人称は「ボクちゃん」。テロ組織の中でもかなりハイテンションで、喋りすぎ。
攻撃は数人の部下に任せきりで、自身は一般人のふりをしており、サブマシンガンも装備しているだけで最後まで何もしない。
- RAY-組織に雇われたスナイパー
  - 武装:狙撃用ライフル

極度の潔癖症であり、ファルコン並みの腕を持つスナイパー。石油プラットホームに嫌々ながらも出動。一人称は「俺様」。
被弾したときは自分よりもスーツが汚れた事に怒り、大きなスキを見せる。この際“Argh! You've ruined my suit!”(あ゛ーっ! スーツが汚れちまったじゃねーか!)と喚き散らす。
- CHARLY-兵器オタク
  - 武装:長距離ホーミングランチャー

兵器製造、開発を担当。お茶目な性格らしい。バギー装甲車で走り回りつつ、ミサイル弾を放ってくる。
彼直属の部下は全員モヒカンだが、ガトリングが使用できる。

- STINGER-用心棒
  - 武装:サムライソード（日本刀）

日本好きのBIG BOSSが趣味で雇っている用心棒。
見た目は鎧武者そのもので、自称日本人だが、本当の国籍は不明。兜の鍬形にもJapanのJのデザインを施している。人間離れしたジャンプ力を誇る上、光学迷彩を装備しており、姿を消すことができる。
また、倒されると「む、無念・・・」と英語しか喋らないサイレントスコープシリーズでゲーム中唯一日本語を喋った。登場時BGMは和風のもの。
- BIG BOSS-テロ組織の頭脳派ボス

銃器の扱いや運動は苦手だが頭は切れる。しかし、実際に活動する姿は見たことがない。
本人はシャトルに乗り込み、宇宙でバカンスを過ごそうとしていた。
プレイヤーは1発で、シャトルの運転席にいる彼の頭を撃ち抜かなくてはならない。
- その他テロリスト

前作のテロリストに加えて、青の戦闘服にキャップ、茶色の戦闘服にニット帽、黒いライダースーツにモトクロスヘルメット、スーツ着用、スーツと眼鏡着用、スーツ着用のスキンヘッド、コックに変装している、ディーラーに変装している、
青い作業服にタオル鉢巻、青いズボンとタンクトップに赤ヘルメット、モヒカン頭で上半身裸、グレーのスーツを着用したスキンヘッド、グレーのスーツ着用、黒のズボンに青シャツ着用の14タイプが追加。
基本的にUZIサブマシンガンで武装しているが、一部のテロリストはH&K PSG-1ライフルやハンドガン、手榴弾やロケットランチャーで武装しているが、モヒカン頭のテロリストのみガトリングガンで武装している。

## SILENT SCOPE BONE-EATER
前作『3』以来12年ぶりの新作として発表。『狙撃/SOGEKI』以来のアーケード版でのリリース。
2013年12月に『GUNDOG』として第1ロケテストが実施。その後2014年4月より現タイトルの『サイレントスコープ ボーン・イーター』に変更した上で第2ロケテストが2回に分けて実施され、同年7月30日より正式稼働が開始された。

### STORY
2050年後半。宇宙エレベーター「バベル」が建造され、人々は全世界的なエネルギー問題を解決させる。その一方で建造に関わった巨大企業連合は"Space Age Nation"、通称「SAN」を名乗り新国家設立を宣言する。
旧国際連合「UEN」はSANを国家として認めないと決議されたものの、宇宙エレベーターから供給されるエネルギーに頼っていることから事実上黙認状態で承認される。
そして2080年。対立関係にあった両組織間で和平条約を締結させるためにSAN代表がUENへ赴こうとするが、何者かに誘拐される。UENは代表救出作戦を展開する一方で民間軍事会社に緊急のバックアップ要請を行った。

### CHARACTER

#### アイアース社
老舗の民間軍事会社。宇宙エレベーター・ジオステーションに本社を置き要人護衛や拠点防衛を主にしているが、デブリシューティングも受託している。
- ジン・アークライト(声:小野賢章)

アイアース社に所属する若きスナイパー。プレイヤーは彼の視点で進行していく。
彼の祖父は初代ボーンイーターと呼ばれた凄腕の狙撃手であったが、大規模なテロ事件の主犯にされ大犯罪者の汚名と共に称号は蔑称になってしまう。
祖父の無念を晴らすため、自らがボーンイーターとなることを夢見ている。
普段は宇宙エレベーター居住区をスペースデブリから守るデブリシューターを担当しているが、レイラとコンビを組むようになってからはSAN、UENのバックアップ関連も行うようになる。
武器はボルトアクションの狙撃銃である。（連射が可能な従来型とは異なるが、プレイヤーはグリップにある左右のボタンでズームを調整する）
- レイラ・ハギツキ(声:佐藤利奈)

ジンのパートナーであり、上司である観測手。ジンより年上で弟のような存在である。
エージェントとしての役割も担当しており、様々な情報を提供してくれる。自らの出自については語ろうとしないがトカゲに対して何かしら因縁がある。
所属はアイアース社だが他にも複数の民間軍事会社に所属していたことがある。

#### SAN
- カルロス・ハンター(声：杉田智和)

SAN地上軍大佐にしてボーンイーターの称号を持つ凄腕の軍人。国籍はアメリカとなっている。近接戦闘や重火器の扱いに長けるなど高い身体能力を持つ。
戦場を離れると陽気で人当たりの良い性格で、ジンとレイラを食事に誘おうとしているが、二人はフレンドリーすぎて苦手意識を持っている。
- グリーン・シャムロック

SAN現代表。和平条約締結のためにUENを訪れていたが、テロリスト達に誘拐される。彼の救出作戦が今回のストーリーの主な内容である。

#### UEN
- シモーヌ・スタルカ(声:上坂すみれ)

UEN海軍大佐にしてボーンイーターと呼ばれる凄腕の軍人。女性ながらアガスティア重工が発行する世界要人ランキング、ワンマンアーミー部門において上位を獲得するほどの腕前である。
国籍はロシアであり、ウォッカはマストアイテム。彼女の魅力はUENだけでなく、テロリスト達の間でも噂になっている。
- UEN士官

ロケテスト版にのみ登場していた銀髪の白人男性。シモーヌの登場により彼は削除されているようである。

### TERRORIST
本作中に登場しているテロリストは「アコスミズム聖戦機構」「ブルーホーク」「マルドゥク」の3つのテロ組織の連合である。
ゲーム中に主に登場するのは「アコスミズム聖戦機構」であり、FINAL STAGEでは「ブルーホーク」も参戦する。
アコスミズム聖戦機構は神こそが全てと唱える汎神論主義に基づき、宇宙エレベーターとSANを神を冒涜したものとして排除することを目的とした宗教系過激派組織である。
ブルーホークは豊富な資金力と最新鋭の技術力を背景にUENやSAN軍に劣らない装備を有するテロ組織で、主な活動目的は地球上のあらゆる生態系の保護。保護のためには地球環境の維持、もしくは回復が必要であるとしており、地球環境にとって有害とされるものの多くを排除の対象にしている。
- トカゲ(声:小西克幸)

テロ組織の指導者達（アコスミズム聖戦機構の「アギフ・ソルベ」、ブルーホークの「コリンズ」、マルドゥクの「ユニス」）が崇拝している超犯罪者。顔を常にマスク（若干の防弾性がある）で覆っている壮年の男であり、正体や行動目的は一切謎に包まれている。
今作のラストボスとして登場しており、ジン達と同じく、特殊なワイヤーを用いて狙撃を行う。
ロケテスト版では白髪だったが、完成版ではジンと同じ色の髪に変わり、正体を仄めかすような描写にかわっている。
- 女テロリスト(STAGE1ボス)

ミッドセントラルビル周辺にて対峙してくるシリーズ恒例の女性ボス。アクアブルーの戦闘服を着ている。ルートによって攻撃ヘリ「ライジン」か誘導ロケット砲による狙撃の二つの方法に分かれる。
- SAN代表誘拐犯(STAGE2ボス)

女テロリストが足止めを行っているときに残党と数台のトラックでハイウェイを逃走していたが、ジン達に発見され立体交差で発見される。
顔にフェイスペイントを施しているほか、バンダナと旧式の軍服を着ており、レイラからふざけた格好といわれている。
ライジン墜落で破壊された道から空中で狙撃を行うため、大抵は何も出来ずに倒されるが狙撃に失敗した場合は、4人がかりでの撃ちあいになる。
- 空母ハイジャック犯(STAGE3ボス)

空母をハイジャックして通信回線を使い度々プレイヤー達に挑発してくる。緊急時の脱出機で逃走するが、レイラがどこからか調達したドローンに乗って狙撃を行うことになる。
SAN代表誘拐犯より正面からの狙撃が難しく、狙撃を逃れた場合は後方にある収納型の砲台から機雷をばら撒いて反撃する。
男の戦場に女子供は必要ないという考えを持つレイシストである。
- その他テロリスト

オリーブ色の戦闘服に黒の目だし帽着用の一般兵、白い戦闘服に黒の目だし帽着用のエリート兵が存在。
タイプ毎の基本得点の違いは存在しないが、エリート兵はヘッドショット以外では2発撃たないと倒せない。
本作では彼ら一般テロリストにも音声が存在し、交戦時に様々な台詞を発言する。旧シリーズとは異なり、武装はH&K XM8アサルトライフルと手榴弾のみと少ない。

#### 兵器
- 攻撃ヘリ「ライジン」

アガスティア重工が開発している中型戦闘ヘリコプター。ツインローターの独特の形状を持っており、ゲーム中では二機登場する。機関砲やミサイルなどを搭載している。
実戦データ入手のためにアコスミズム聖戦機構に横流しされている。
パイロットに命中するか、機体に10発撃ち込むと（はずれ弾扱い）撃墜できる。
- D203ドローン

アガスティア重工が開発している無人偵察機。機体内部のオートジャイロによって優れた飛行能力を持つ。機銃を搭載しているほか、人を乗せての飛行にも対応している。
前後の赤いコア部分が弱点（正面を狙撃するとS判定。後部はA判定）。
- アンドロイド兵

ブルーホークが使用する局地戦闘兵器。動きは硬いがエネルギー弾による強力な攻撃を得意とする。
命中すると数秒間放電硬直する。頭部をはじめ頸部と腰部分にある赤いコア部分の3箇所が弱点のため、登場兵器の中では最もS判定を取りやすい。
- EMブーツ

ジン達が装着している電磁石（Electronic Magnet）付きブーツ。高速移動で飛行する飛行空母など金属がある所に張り付き、姿勢を安定させることができる。

### ボーナスアイテム
- 指名手配ポスター

トカゲとモアイの2種類。サークル内を狙撃するとS判定。
- モアイ

口から光線を吐いて左回転する。口を狙撃するとS判定。
- 弾丸補給

スコープをしばらく合わせると弾が5発補給される（敵をS判定で狙撃しても、数に応じて補充）。エキスパートモード・ボーンイーターモード対象（弾切れはゲームオーバー）。

## その他
- 『狙撃/SOGEKI』ではコマンド入力によりミッションが連続して行える。この時1千万点以上のスコアでゲームをクリアすると、エンディングシーンのPLAYERとPARTNERがPHANTOMとPRINCE OF ROSEに変わる。
- マウス（PS2版はPC用USBマウス、DC版はDC専用マウス）を接続することでマウス操作が可能。レーザー式マウスやワイヤレスマウスは動作しない。